# عزة (اسم)
عزة هو اسم علم مؤنث من أصل عربي، ومعناه هو الشرف، والقهر الأنفة والغلبة قال تعالى: ﴿ولله العزة ولرسوله وللمؤمنين﴾ [المنافقون من الآية 8].

## شخصيات تحمل الاسم
- عزة أغا ملك (كاتبة لبنانية، 14 يوليو 1942 – )
- عزة الدوري (عسكري وسياسي عراقي، 1 يوليو 1942 – )
- عزة الفيلالي (كاتبة تونسية، 1952[3] – )
- عزة القاسمي (لاعبة رماية بحرينية، 12 فبراير 1985 – )
- عزة الميلاء
- عزة بسباس (مبارزة بالسيف تونسية، 28 نوفمبر 1990 – )
- عزة حصرية (1914 – 1975)
- عزة زعرور (26 فبراير 1988 – )
- عزة سليمان (محامية مصرية، 1968 – )
- عزة عطورة (6 أكتوبر 1974 – )

## وصلات خارجية
- موسوعة السلطان قابوس لأسماء العرب نسخة محفوظة 5 أبريل 2019 على موقع واي باك مشين.